# 卡朗口孵非鯽
卡朗口孵非鯽（學名：Oreochromis karongae）是輻鰭魚綱鱸形目隆頭魚亞目慈鯛科下的一種魚類。它們分佈在馬拉威、莫桑比克及坦桑尼亞，棲息在河流及淡水湖沙石底質水域，以藻類及浮游植物為食，可做為食用魚。